# Abdelhak Maach
Abdelhak Maach (ar. عبد الحق معاش; ur. 1966) – marokański judoka. Olimpijczyk z Seulu 1988, gdzie zajął dziewiętnaste miejsce w wadze lekkiej.
Uczestniczk mistrzostw świata w 1989. Startował w Pucharze Świata w 1991. Brązowy medalista igrzysk frankofońskich w 1989 roku.

## Letnie Igrzyska Olimpijskie 1988
| Konkurencja | Eliminacje            | Klas. końcowa |
| Konkurencja | Przeciwnik I          | Miejsce       |
| ----------- | --------------------- | ------------- |
| 71 kg       | Kerrith Brown (GBR) P | 19.           |